# منوچهر نوذری
منوچهر نوذری (۱۰ اردیبهشت ۱۳۱۵ – ۱۶ آذر ۱۳۸۴) صداپیشه، بازیگر، مجری و کارگردان ایرانی بود.

## فعالیت حرفه‌ای

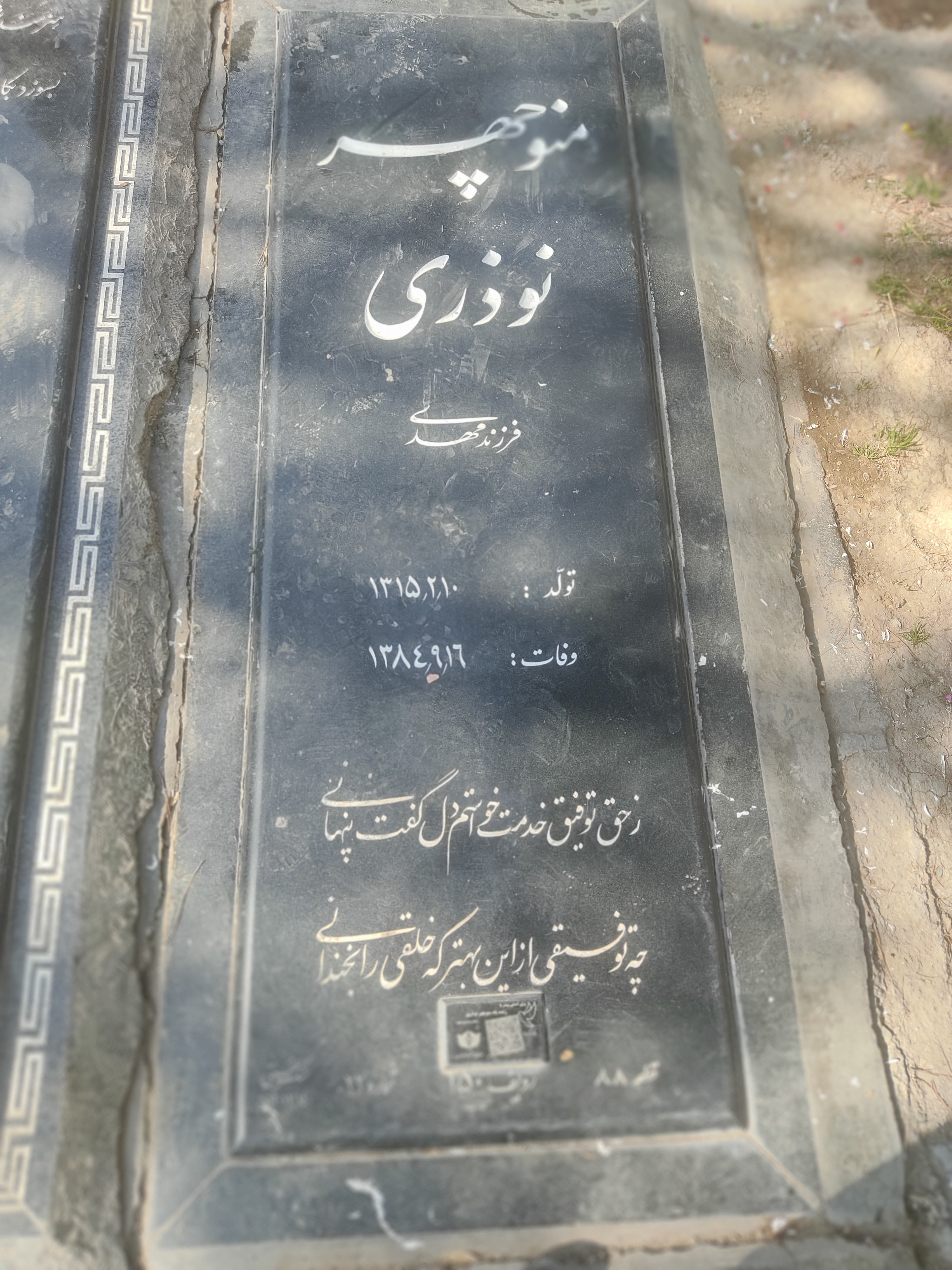
آرامگاه منوچهر نوذری در قطعه هنرمندان بهشت زهرا

او فعالیت هنری خود را در سال ۱۳۳۲ با گویندگی رادیو آغاز کرد و همچنین از نسل اول گویندگان تاریخ دوبله در ایران بود. از سال ۱۳۳۲ در رادیو مشغول به کار شد و در سال ۱۳۳۶ به دعوت هوشنگ لطیف پور وارد دوبله و زیر نظر زنده یاد ایرج دوستدار دوره کارآموزی دوبله را طی کرد. فعالیت خود در سینما را از سال ۱۳۳۸ به عنوان دستیار فنی آغاز کرد.
اولین تجربه بازیگری او در سال ۱۳۴۱ با بازی در فیلم «لاله آتشین» به کارگردانی برادرش محمود نوذری و هوشنگ لطیف پور رقم خورد و با ساخت فیلم «ایوالله» نخستین تجربه‌اش در کارگردانی را مقابل دوربین برد. نوذری در دهه ۱۳۵۰ با مهاجرت به مصر فیلم «الو من گربه هستم» را ساخت.
فعالیت هنری او پس از انقلاب عمدتاً روی تلویزیون و رادیو متمرکز بود. از مشهورترین برنامه‌هایی که او در رادیو و تلویزیون اجرا کرد می‌توان به  صبح جمعه با شما و «مسابقه هفته» و «تهران ساعت بیست» و همچنین مجموعه‌های داستانی «کوچه اقاقیا» اشاره کرد.
حضور او با اجرای چند نقش در برنامه رادیویی «صبح جمعه با شما» و کارگردانی این برنامه از دیگر فعالیت‌های منوچهر نوذری محسوب می‌شود.
در روزهای پایانی زندگی این هنرمند در بیمارستان اینگونه از او نقل شده: 
من اولین کسی بودم که در تلویزیون ایران مقابل دوربین رفتم و گفتم نام جعبه‌ای که تصویر من را در آن می‌بینید تلویزیون است.
 وی در مصاحبه‌ای در سال ۱۳۸۱ به صورت زنده در برنامه مهر در پاسخ به مجری برنامه که از او می‌پرسد بزرگترین دستاورد هنری شما چه بوده‌است، گفت خانم فائقه آتشین (گوگوش) که باعث شوکه شدن مجری معروف آن روز تلویزیون ایران شد و بلافاصله بدون اینکه چیزی بگوید بحث را به‌طور کلی عوض می‌کند و دربارهٔ پسرش ایرج نوذری از او سؤال می‌کند.
نوذری روز چهارشنبه ۱۶ آذر ماه ۱۳۸۴ به علت بیماری ریوی و عفونت کلیوی در بیمارستان مدرس تهران درگذشت.

## سینمایی

### بازیگر
- لاله آتشین ۱۳۴۱
- افق روشن ۱۳۴۴
- امیر ارسلان نامدار ۱۳۴۵
- حسین کرد ۱۳۴۵
- گوهر شب چراغ ۱۳۴۶
- غروب بت پرستان ۱۳۴۷
- میوه گناه (۱۳۴۹)
- آسمون بی ستاره ۱۳۵۰
- خیالاتی ۱۳۵۲
- چند می‌گیری گریه کنی ۱۳۸۴

### کارگردان
- ایوالله ۱۳۵۰ و همچنین تدوینگر
- خیلی هم ممنون ۱۳۵۱ و همچنین سراینده اشعار
- خیالاتی۱۳۵۲ و همچنین سراینده اشعار
- الو من گربه هستم ۱۳۵۶ / فیلمبرداری و تولید در مصر

### مدیر دوبلاژ
- شوخی نکن دلخور میشم ۱۳۴۵
- ایوالله ۱۳۵۰
- خیلی هم ممنون ۱۳۵۱
- یه جو غیرت ۱۳۵۱
- خیالاتی ۱۳۵۲
- هی جو ۱۳۶۷
- شنگول و منگول ۱۳۶۸
- حسنک ۱۳۷۱

## تلویزیونی

### بازیگر
- کوچه اقاقیا
- بابای خجالتی (۱۳۸۳)
- باجناغ‌ها
- جدی نگیرید

### اجراهای تلویزیونی
نخستین مجری تلویزیون ایران
- چهره‌ها
- هزار برگ هزار رنگ
- مسابقه هفته
- مسابقه جمعه‌ها
- تهران ساعت ۲۰
- مسابقه ثانیه‌ها
- صندلی داغ

## دوبلور (صداپیشگی)

### فیلم‌های خارجی
- جک لمون (ایرما خوشگله، گلن گلری گلن راس، همسایه خوب سام)، جیمز استوارت (دو سوار)، دنی کی، راج کاپور، گلن فورد، باب هوپ، رداسکلتون و.. ؛ همچنین قبل از زنده یاد حسن عباسی مدتی دوبله استانلی لرل را در «لرل و هاردی» به عهده داشت.

| ردیف | نام بازیگر      | نام فیلم |
| ---- | --------------- | --- |
| ۱    | جک لمون         | بعضی‌ها داغشو دوست دارند، آپارتمان، ایرما خوشگله (دوبله اول و دوم)، همسایه خوب سام، روزهای شراب و گل سرخ، زیر درخت یام یام، چگونه زن خود را بکشیم، شیرینی شانس، غریبه‌ها در شهر (دوبله اول)، آوانتی، سندروم چینی، جی اف کی، گلن گلری گلن راس |
| ۲    | جیمز استوارت    | وینچستر ۷۳، مردی که زیاد می‌دانست (دوبله اول)، سرگیجه (دوبله اول)، دو نفر باهم تاختند (در ایران: دو سوار - دوبله اول)، مردی که لیبرتی والانس را کشت (یکی از نسخه‌های دوبله شده)                                                              |
| ۳    | کری گرانت       | غرور و شهوت، خانه قایقی |
| ۴    | استیو مک‌کوئین   | هفت دلاور (دوبله اول)، بچهٔ سین سیناتی (قمارباز سین سیناتی) |
| ۵    | گلن فورد        | خون‌بها! (در ایران: گروگان)، معجزهٔ سیب (دوبله اول و دوم) چهار سوار سرنوشت |
| ۶    | شون کانری       | دکتر نو |
| ۷    | جان گاوین       | روانی (در ایران: روح) |
| ۸    | جرج سندرز       | سلیمان و ملکه سبا (دوبله اول) |
| ۹    | ادموند اوبرایان | کنتس پابرهنه |
| ۱۰   | وان هفلین       | شین (دوبله اول) |

### سریال ایرانی
- هزاردستان (راوی)
- پهلوانان نمی میرند (جهانگیر فروهر)